# Richard Ashcroft
Richard Paul Ashcroft (Wigan, 11 settembre 1971) è un cantautore britannico, noto come frontman del gruppo musicale The Verve.
Voce e membro fondatore della band dei Verve, fu attivo con il sodalizio dal 1990 al 1995 e dal 1996 al 1999. Intrapresa la carriera da solista, pubblicò tre dischi, Alone with Everybody (2000), Human Conditions (2002) e Keys to the World (2006). Nel 2007 tornò a far parte dei redivivi Verve, che pubblicarono l'album Forth nel 2008 e si sciolsero nuovamente nel 2009. Ashcroft fondò quindi una nuova band, la RPA & The United Nations of Sound e il 19 luglio 2010 pubblicò un nuovo album, United Nations of Sound. Nel 2016 torna come solista con l'album These People, cui fa seguito nel 2018 Natural Rebel e nel 2021 Acoustic Hymns Vol. 1, raccolta dei suoi brani più celebri reinterpretati in chiave acustica.

## Biografia
Originario di Wigan, nel Lancashire, Ashcroft nasce l'11 settembre 1971. Perde il padre all'età di 11 anni e cresce con un patrigno che fa parte dell'ordine dei Rosacroce. Verso la fine degli anni ottanta, insieme a tre amici (Nick McCabe, Simon Jones, Peter Salisbury) dà vita ai Verve. La band verrà messa sotto contratto dalla Hut e già dal primo singolo, All in the Mind (pezzo guitar-pop epico e oceanico), si fa notare dalla critica. Il frontman, da allora in poi, viene chiamato dalla stampa britannica Mad Richard per i suoi modi da ragazzaccio. Riguardo alla perdita del padre, Ashcroft ha dichiarato:
I primi due album (A Storm in Heaven del 1993 e A Northern Soul del 1995) riscuotono il plauso della critica, ma non riescono a sfondare tra il grande pubblico. A seguito di una serie di incomprensioni, che i più attribuiscono a un continuo abuso di droghe, prima fra tutte l'ecstasy, il chitarrista Nick McCabe abbandona la formazione.
Nel 1997, tuttavia, con Nick di nuovo fra le file del gruppo, la situazione cambia e i meriti artistici dei The Verve (ora con l'articolo in più) vengono premiati, grazie a due singoli di successo come Bitter Sweet Symphony e The Drugs Don't Work. Urban Hymns, l'album da cui sono tratti, scala le vette delle classifiche di tutto il mondo, ma la collaborazione con McCabe è ormai al termine e le due teste calde del gruppo (lui e Ashcroft) non si abbandonano certo con rimpianto.
Finalmente libero di fare ogni cosa secondo ispirazione, dall'inizio del 1999 Ashcroft può intraprendere la carriera solista e lavorare a mente libera ai pezzi che ha già iniziato a comporre durante gli ultimi periodi insieme alla band. Lo aiutano il nuovo manager e la moglie Kate Radley, in precedenza tastierista degli Spiritualized.
La sua carriera sembra avviata ottimamente, dato il successo del primo album (in cui Salisbury continua a collaborare come batterista), intitolato significativamente Alone with Everybody. Il disco, che esce nel giugno 2000, è trainato dal singolo "Song For The Lovers", corredato da un video che si distingue per originalità. Vincerà anche il disco di platino nel Regno Unito.
Il massiccio tour promozionale porta il cantautore anche negli Stati Uniti per 10 date con il "tutto esaurito", ma pochi giorni prima che Ashcroft salga sul palco di Chicago arriva l'annuncio che i concerti sono stati posticipati per malattia. La notizia comincia a far circolare di nuovo voci di una possibile ricaduta di Ashcroft nel mondo degli stupefacenti, ma le malignità vengono presto messe a tacere quando le tappe americane vengono fissate di nuovo per il gennaio 2001.
Dopo un periodo di relativo silenzio e la nascita del primo figlio, si torna di nuovo parlare di Ashcroft nell'estate 2002: prima per il suo coinvolgimento nella campagna Stop the War, indetta dalle organizzazioni pacifiste inglesi che non appoggiano l'intervento decretato da Tony Blair in Iraq, poi per la pubblicazione del seguito di Alone with Everybody. Anticipato dal singolo "Check the Meaning", Human Conditions esce a ottobre, attesissimo dai fan vecchi e nuovi. È un album ambizioso e complesso (il titolo parla chiaro) e forse per questo fatica a riscuotere successo. Questo album è considerato dalla critica come un fallimento rispetto agli altri due album da lui pubblicati. Inoltre l'album ha avuto uno scarso successo anche fuori dal Regno Unito.
Prima di sentire le nuove melodie di Ashcroft passano ben quattro anni. Non privi di eventi, però: nasce il secondo figlio, Richard passa alla Parlophone visto il fallimento della Hut e l'amata squadra di calcio Wigan Athletic scala le gerarchie del calcio fino ai massimi livelli. Nel 2005 partecipa al Live8 di Londra eseguendo "Bittersweet Symphony" insieme ai Coldplay; Chris Martin lo introduce sul palco dichiarando "È il miglior cantante del mondo". Durante l'inverno l'ex Verve partecipa spesso al loro tour inglese.
La costante, inesausta riflessione che Richard conduce su felicità e depressione, religione e morte, mondo e persone, si concretizza finalmente nel gennaio 2006 con Keys to the World (realizzato con la collaborazione della London Metropolitan Orchestra) pubblicato dalla Parlophone e anticipato dal singolo Break the Night with Colour, che entrerà nelle classifiche britanniche alla posizione numero 3.
Il 26 giugno 2007 la BBC annuncia la reunion dei The Verve e nel luglio dello stesso anno Ashcroft annuncia che i Verve stanno lavorando ad un nuovo album. Durante l'inverno la band si esibisce in alcuni concerti in Gran Bretagna. Da Forth, pubblicato nell'agosto 2008, sono estratti i singoli Love Is Noise e Rather Be.
Inizialmente pare che il vincolo contrattuale di Ashcroft, tenuto a registrare un album solista, non rappresenti un problema per la prosecuzione della carriera dei Verve, ma la band rimane inattiva per tutto il periodo finale del 2008 e frattanto McCabe e Jones si dedicano ad un loro progetto, formando i Black Ships. Nell'agosto 2009 il Guardian riporta la notizia del terzo scioglimento dei Verve.
Nel 2009 Ashcroft fonda la band RPA & The United Nations of Sound, con la quale pubblica l'album United Nations of Sound il 20 luglio 2010. Il lavoro, dal sound complesso, crogiolo di tutte le influenze musicali che ha avuto il cantante nel corso della sua carriera, è stato preceduto dal singolo promozionale Are You Ready?, uscito il 18 gennaio solo in Inghilterra, e da quello vero e proprio, Born Again, pubblicato su iTunes il 19 luglio in Inghilterra e il giorno successivo in Italia. I video di entrambe le canzoni sono resi disponibili sul sito ufficiale del cantante e su quello della casa discografica Parlophone. Il 15 luglio l'intero album trapela illegalmente su Internet e l'indomani NME lo rende disponibile per l'ascolto in streaming.
Il 15 ottobre 2010 Ashcroft pubblica, attraverso il proprio sito web, un brano reso disponibile solo per i membri del suo fan club, Here We Go Again. Nello stesso giorno la canzone Are You Ready? è pubblicata come singolo negli Stati Uniti. In quel mese il cantante firma per la casa discografica Razor & Tie negli Stati Uniti. La versione radio edit di Are You Ready? è resa disponibile per il download gratuito sulla versione statunitense del sito dell'artista.
Il 22 marzo 2011 l'album United Nations of Sound è ripubblicato con il titolo Richard Ashcroft e in quel mese il singolo di traino, Are You Ready? figura nei titoli di coda del film The Adjustment Bureau insieme alla nuova canzone Future's Bright, scritta ad hoc per il film da Ashcroft e dal pluridecorato compositore Thomas Newman.
Il 1º marzo 2011 il brano Future's Bright viene diffuso per la prima volta tramite Stereogum.
Ashcroft torna in studio nel 2015 per registrare un nuovo disco. Il 22 febbraio 2016 diffonde il nuovo brano This Is How It Feels, che sarà il primo singolo estratto dal nuovo lavoro in studio.
Il 20 maggio 2016 esce l'album These People, per l'etichetta Righteous Phonographic Association, via Cooking Vinyl. Secondo quanto dichiarato dallo stesso autore, il titolo del disco è "un modo pigro di mettere tra parentesi un gruppo di persone, si inserisce nel tema della divisione e del divide et impera, visto che viviamo nell'epoca più divisiva della storia".
Dopo il tour di promozione dell'album, che tocca Regno Unito ed Europa, nel giugno 2018 Ashcroft è supporter di Liam Gallagher ai due concerti tenuti dall'ex Oasis al Malahide Castle e al Gardens di Dublino e al concerto tenuto al Belsonic, presso l'Ormeau Park di Belfast. Nel maggio 2018 i due sono in tour insieme per una serie di date in Nord America. Il 18 agosto 2018 Ashcroft e Gallagher si esibiscono al Lancashire County Cricket Club di Manchester.
Il 15 agosto 2018 l'artista annuncia per il 19 ottobre 2018 la pubblicazione del nuovo album Natural Rebel, anticipato dal singolo Surprised by the Joy. Il 29 ottobre 2021 esce Acoustic Hymns Vol. 1, album contenente dodici fra i brani più conosciuti di Ashcroft e dei Verve, reinterpretati in versione acustica e con arrangiamenti migliorati; nel disco è contenuto anche un duetto con Liam Gallagher, sulle note di C'mon People (We're Making It Now), tratta dal primo album da solista di Ashcroft.

## Vita privata
Dal 1995 Ashcroft è sposato con Kate Radley, ex componente degli Spiritualized, da cui ha avuto due figli: Sonny nel 2000 e Cassius nel 2004. La famiglia vive a Ledbury, in Herefordshire.
È amico di Noel e Liam Gallagher degli Oasis e di Chris Martin dei Coldplay. Il brano degli Oasis Cast No Shadow, contenuto nell'album (What's the Story) Morning Glory? è dedicato ad Ashcroft, che avrebbe ricambiato il favore intitolando il disco dei Verve A Northern Soul in onore di Noel. Ashcroft ha collaborato con gli Oasis per il brano All Around the World (contenuto in Be Here Now), pezzo di cui è una delle seconde voci.
In un'intervista del 2006 Richard Ashcroft ha ammesso di aver fatto uso di prozac per combattere la depressione, ma di non aver ottenuto l'effetto sperato.
È tifoso del Manchester United e ha assistito, al Camp Nou di Barcellona, alla finale della UEFA Champions League 1998-1999 contro il Bayern Monaco, conclusasi con la vittoria dei Red Devils.

## Discografia

### Album da solista
- 2000 - Alone with Everybody
- 2002 - Human Conditions
- 2006 - Keys to the World
- 2010 - United Nations of Sound
- 2016 - These People
- 2018 - Natural Rebel
- 2021 - Acoustic Hymns Vol 1

### Singoli
- 2000 - A Song for the Lovers
- 2000 - Money to Burn
- 2000 - C'mon People (We're Making It Now)
- 2002 - Check the Meaning
- 2003 - Science of Silence
- 2003 - Buy It in Bottles
- 2006 - Break the Night with Colour
- 2006 - Music Is Power
- 2006 - Words Just Get in the Way
- 2006 - Why Not Nothing?
- 2010 - Born Again
- 2010 - Are You Ready?
- 2016 - This Is How It Feels
- 2016 - Hold On
- 2018 - Surprised by the joy
- 2018 - Born to be strangers
- 2025 - Lover